# Сербське князівство (середньовічне)
Сербське князівство (сучасна серб. Кнежевина Србија), також відоме як Князівство сербів (сучасна серб. Кнежевина Срба; лат. Principatum Serborum; грец. Σερβία) — одна з ранньосередньовічних держав сербів в західних регіонах Південно — Східної Європи, що існувала з VIII століття до 969—971 років та очолювалась династією Властимировичів. Першим відомим правителем був Вишеслав, який почав правити близько 780 року. Ще з 680–х років Болгарське царство захопила землі на сході. Властимир чинив опір і переміг болгарську армію в трирічній війні (839—842), після чого дві держави жили в мирі кілька десятиліть. Трьом синам Властиміра вдалося разом правити Сербією, хоча й недовго. Сербія стала ключовою частиною боротьби за владу між візантійцями та болгарами, які переважно були союзниками візантійців, що також призвело до великих династичних війн, що тривали три десятиліття. В 924 році князівство було анексоване Симеоном I і підпорядковане болгарському правлінню до 933 року, коли сербський князь Часлав став правителем сербської землі, ставши наймогутнішим правителем династії Властимировичів.
Важливим процесом у цей період була християнізація сербів , завершена у другій половині IX століття встановленням християнства як державної релігії. Князівство було остаточно анексовано Візантією приблизно в 969—971 роках і в подальшому складало особливу військово-адміністративну одиницю Візантійської імперії — Раський катепанат. Основні відомості з історії князівства та династії Властимировичів походять з трактату Костянтина Багрянородного «Про управління імперією» (написана прибл. 948—949 рр.).

## Передісторія
Слов'яни (склавини) розселилися по Балканах протягом VI і VII століть, що призвело до завершення раннього візантійського панування в цих регіонах. Історія ранньосередньовічного Сербського князівства та династії Властимировичів описана в праці «Про управління імперією», скорочено — «ПУІ» візантійського імператора Костянтина VII Багрянородного (правління 913—959 роки). У творі згадується перший сербський правитель без імені (традиційно відомий як «невідомий князь»), який привів білих сербів до південно-східної Європи та отримав захист імператора Іраклія (правління 610—641) перед вторгненням Болгарії (680). Сербський правитель титулувався «князем (архонтом) сербів» (αρχων Σερβλίας). ПУІ згадує, що цього правителя змінив син, а потім онук, і історики загалом приймають звіти ПУІ про спадкоємність князів з того самого роду, але їхні імена невідомі до приходу Вішеслава (прибл. 780—800 роки).

## Вишеслав, Радослав і Просігой (близько 780—830)
Час і обставини правління перших трьох сербських правителів майже невідомі. Першим з відомої династії був Вишеслав, який почав своє правління близько 780 року, будучи сучасником Карла Великого (правив у 768—814 рр). Серби того часу були організовані в жупи (župa), конфедерацію сільських громад (приблизно еквівалент повіту), очолюваних місцевим жупаном (магістрат або губернатор); намісництво було спадковим, а жупани підпорядковувались сербському князеві, якому вони були зобов'язані допомагати у війні. Згідно з DAI, «хрещена Сербія» (помилково відома в історіографії як Рашка) включала населені міста (καστρα/kastra) Дестінікон (Δεστινίκον), Цернабускеї (Τζερναβουσκέη), Мегіретус (Μεγυρέτους), Дреснейк (Δρεσνεήκ), Лєсник (Λεσνήκ) і Салінес (Σαληνές), тоді як «мала земля» (χοριον/chorion) Боснія (Βοσωνα), частина Сербії, мала міста Катара (Κατερα) і Десник (Δέσνηκ). Серед інших згаданих земель (або князівств), населених сербами, були «країни» Паганія, Захумле і Травунія, тоді як «земля» Дукля була під контролем візантійців (імовірно, вона також була заселена сербами). Враховуючи велику територію, серби, швидше за все, прибули як невелика військова еліта, яка зуміла організувати й асимілювати інших уже осілих і чисельніших слов'ян. Ці держави межували з «Сербією» на півночі. Точні кордони ранньої сербської держави невідомі.
Хоча Вишеслав згадується лише по імені, DAI згадує, що серби служили візантійському імператору і що вони в цей час перебували в мирі з болгарами, чиїми сусідами вони були і з якими мали спільний кордон. Перше Болгарське царство під проводом Телеріга планувало колонізувати деякі свої землі більшою кількістю слов'ян із сусідньої Берзіти, оскільки попередня експансія Болгар спричинила масову слов'янську міграцію та депопуляцію Болгарії — у 762 році понад 200 000 людей втекли на територію Візантії та були переселені до Малої Азії. Болгари зазнали поразки в 774 році після того, як Костянтин V дізнався про їхній планований набіг. У 783 році у Візантійській імперії відбулося велике слов'янське повстання, яке простягалося від Македонії до Пелопоннесу, яке згодом було придушене візантійським патрикієм Ставракієм.
Вішеслава успадкував його син Радослав, потім онук Просігой , і один із цих двох, швидше за все, правив під час повстання Людевіта Посавського проти франків (819—822);  згідно з «Королівськими франкськими анналами» Ейнгарда, написаними в 822 році, Людевіт пішов зі свого місця в Сісаку до сербів , причому Ейнхард згадав, що для сербів «вважається, що вони тримають велику частину Далмації» (ad Sorabos, quae natio magnam Dalmatiae partem obtinere dicitur). За словами Живковича, використання терміну Далмація в Королівських франкських анналах для позначення як землі, де правили серби, так і земель під владою хорватського князя, ймовірно, було відображенням територіальних прагнень франків щодо всієї території колишньої римської провінції Далмація. Хоча описані кордони позначають велику територію, це переважно гірська та важкодоступна місцевість, порізана високими хребтами Дінаридів. У межах цього регіону серби заселяли лише невеликі, ізольовані й віддалені один від одного долини річок, карстові поля й родючі улоговини. Ці клаптики території мали родючі землі, придатні для землеробства, тоді як важкодоступні гірські райони залишалися незаселеними. Правнук Вишеслава Властимир почав своє правління в 830-х роках, і він є найстарішим сербським правителем, про якого є більш значні дані.

## Протидія болгарській експансії (805—829)

Слов'янські князівства бл. 814 року нашої ери

На сході зміцнилося Болгарське царство і у 805 році Крум підкорив бранічевців, тимочан і оботрітів на схід від Сербії, вигнав їхніх племінних вождів і замінив їх адміністраторами, призначеними центральним урядом. У 815 році болгари та візантійці підписали 30-річний мирний договір, але у 818 році, під час правління Омуртага (814—836) через адміністративну реформу, яка позбавила їх значної частини місцевої влади бранічевці та тимочани разом з іншими племенами прикордоння повстали та відокремилися від Болгарії. Тимочани покинули асоціацію (союз) Болгарської імперії та шукали, разом із дунайськими оботритами та гудусканами, захисту від імператора Священної Римської імперії Людовіка Благочестивого (правління 813—840) і зустріли його при його дворі в Герсталі. Тимочани переселилися на територію франків, десь у Нижню Паннонію, і востаннє згадуються в 819 році, коли Людевіт переконав їх приєднатися до нього у боротьбі з франками. Дунайські ободрити залишилися в Банаті і чинили опір болгарам до 824 року, після чого про них більше нічого не чутно. Крум послав посланців до франків і попросив визначити точний кордон між ними, і переговори тривали до 826 року, коли франки знехтували ними. Болгари відповіли підкоренням слов'ян, що жили в Паннонії. Потім болгари послали кораблі вгору по річці Драва і в 828 році спустошили Верхню Паннонію на північ від Драви. У 829 році також відбулися бої, і до цього часу болгари перемогли всіх своїх колишніх слов'янських союзників.
Болгарська імперія проводила загальну політику експансії, згідно з якою вони спочатку накладали сплату данини на сусідній народ і зобов'язували надавати військову допомогу у формі союзу, залишаючи їм внутрішнє самоврядування та місцевих правителів, а коли потреба в таких відносинах зникала, вони припиняли самоврядування згаданого народу та накладали свою пряму та абсолютну владу, повністю інтегруючи їх у болгарську політичну та культурну систему.

## Властимир, Мутимир і Першослав (830—892)

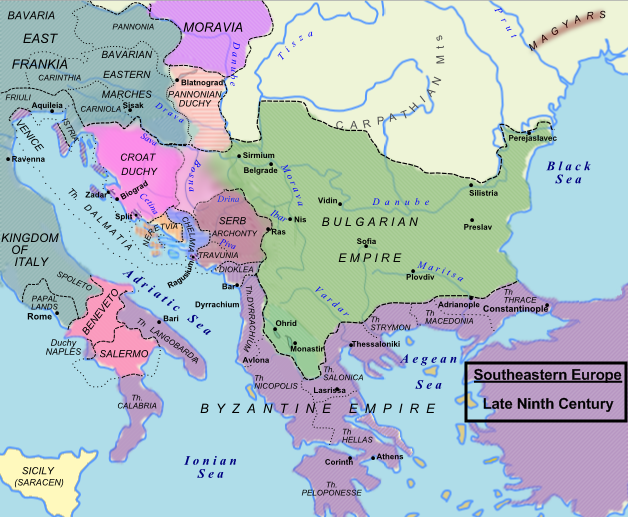
Карта Балкан біля 850 року

Властимир став наступником свого батька Просігоя біля 830 року. Він об'єднав сусідні сербські племена. Серби були стривожені та, швидше за все, консолідувалися через поширення Болгарської імперії до їхніх кордонів болгарським завоюванням сусідніх слов'ян і, можливо, прагнули припинити експансію Болгарії на південь (в Македонію). Імператор Феофіл (правління 829—842) був визнаний номінальним сюзереном сербів і, швидше за все, заохочував їх перешкоджати болгарам. Тридцятирічний мирний договір між Візантією і Булгарами, підписаний у 815 р., був ще чинним.

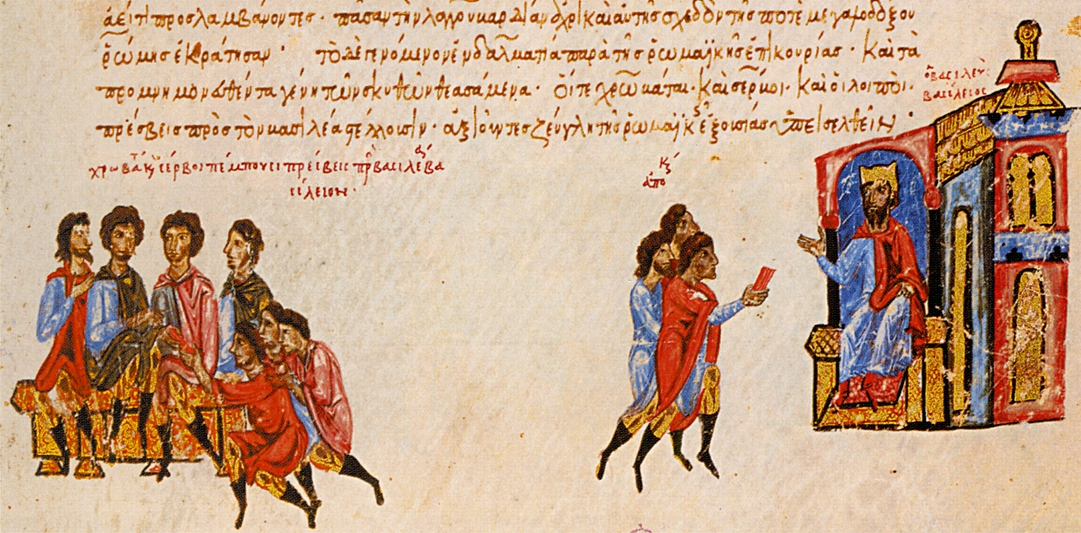
Імператор Василь I приймає делегації хорватів і сербів.

Згідно з Костянтином VII, серби і болгари жили мирно як сусіди до вторгнення болгар у 839 році (в останні роки Феофіла). Невідомо, що саме спонукало до війни , оскільки Порфирогенет не дає чіткої відповіді; чи це було результатом сербсько-болгарських відносин, тобто болгарського завоювання на південний схід, чи результатом візантійсько-болгарського суперництва, в якому Сербія була в союзі з візантійцями. За словами Багрянородного, болгари хотіли продовжити завоювання слов'янських земель і підкорити сербів. Пресіан I (правління 836—852) почав вторгнення на територію Сербії в 839 році, що призвело до війни, яка тривала три роки, в якій переможна армія Властиміра вигнала Пресіана з Сербії; Пресіан втратив велику кількість своїх людей і не здобув територій. Серби мали перевагу в лісах і ущелинах. Поразка болгар, які стали однією з найбільших держав у IX столітті, показує, що Сербія була організованою державою, цілком здатною захистити свої кордони, і мала дуже високу військову та адміністративну організацію. Невідомо, чи мала Сербія за часів Властимира систему укріплень і розвинені військові структури з чітко визначеними ролями жупана. Після перемоги над болгарами статус Властиміра підвищився, і, згідно з Файном, він продовжив експансію на захід, захопивши Боснію та Герцеговину (відому як Хум). Тим часом; Браничево, Морава, Тимок, Вардар і Подримле були зайняті болгарами. Властимир видав свою доньку заміж за Країну, сина місцевого жупана Требіньє, Белое, бл. 847/848. Цим шлюбом Властимир підвищив титул Країни до архонта. Родина Бєлоєвичів, таким чином, мала право правити Травунією.
Після смерті Властиміра правління було розділено між трьома його синами: Мутімиром, Строймиром і Гойніком. Брати знову розбили болгар прибл. 853—854 рр., полонивши болгарського князя Володимира, сина Бориса I. Після цього серби і болгари уклали мир. Протягом наступного періоду християнізація сербів була завершена. Мутімир підтримував спілкування зі Східною церквою (Константинополь), коли Папа Іван VIII запросив його визнати юрисдикцію Сірмійського єпископства.
Серби і болгари прийняли старослов'янську літургію замість грецької. Через деякий час після перемоги над болгарами Мутімир витіснив своїх братів, які втекли до Болгарії. Він тримав при дворі сина Гойніка Петра Гойніковича, але той зумів втекти до Хорватії. Мутимир правив до 890 року, його змінив його син Першослав. Проте Першослав був скинутий Петром, який повернувся з вигнання в Хорватії приблизно в 892 році.

## Петро, Павло і Захарія (892—927)
Ім'я Петро говорить про те, що християнство почало проникати в Сербію, безсумнівно, через контакти Сербії з болгарами та візантійцями. Петро закріпився на троні (після того, як відбив виклик Клоніміра, сина Стойміра), і був визнаний болгарським царем Симеоном I. Між двома державами був підписаний союз. Вже маючи лояльність Травунії, Петро почав розширювати свою державу на північ і захід. Він приєднав долину річки Босна, а потім рушив на захід, заручившись прихильністю нарентійців, агресивного незалежного слов'янського племені, що промишляло піратством. Однак експансія Петра в Далмацію привела його до конфлікту з князем Михайлом Захумським, який також став могутнім, керуючи прибережним князівством Захумлє.
Незважаючи на те, що Петро був союзником болгарського царя Симеона I, Петро все більше відчував незадоволення тим фактом, що він по суті йому підпорядковувався. Експансія Петра до узбережжя сприяла контактам з Візантією через стратегію Діррахія. Шукаючи союзників проти Болгарії, візантійці засипали Петра золотом і обіцяли більшу незалежність, якщо він приєднається до їхнього союзу — переконлива стратегія. Петро міг планувати напад на Болгарію з угорцями, показуючи, що його царство простягалося на північ до річки Сави. Проте Михайло Захумський попередив Симеона про цей план, оскільки Михайло був ворогом Петра і вірним васалом Симеона. Далі було багаторазове болгарське втручання та зміна сербських правителів.
Симеон напав на Сербію (у 917 році) і скинув Петра, поставивши Павла Брановича (онука Мутіміра) князем Сербії, підлеглим Симеону (хоча деякі вчені припускають, що Симеон безпосередньо взяв контроль над Сербією в цей час). Незадоволені цим, візантійці послали Захарія Першославлєвича у 920 році, щоб вигнати Павла, але він не впорався і був відправлений до Болгарії як полонений. Тоді візантійцям вдалося перевернути на свій бік князя Павла. У свою чергу, Захарія вторгся до Сербії з болгарським військом і вигнав свого двоюрідного брата Павла в 922 році. Однак і він звернувся до Візантії. Каральний загін, посланий болгарами, був розгромлений. Таким чином, ми бачимо безперервний цикл династичних усобиць між наступниками Властимира, підбурюваних візантійцями та болгарами, які фактично використовували сербів як пішаків. Хоча болгарська допомога була ефективнішою, візантійська допомога здавалася кращою. Симеон уклав мир із візантійцями, щоб остаточно врегулювати справи із Сербією. У 924 році він послав велике військо в супроводі Часлава, сина Клоніміра. Військо змусило Захарія втекти до Хорватії. Тоді сербські жупани були скликані визнати Часлава новим князем. Однак коли вони прибули, їх усіх ув'язнили і вивезли до Болгарії, як і Часлава. Велика частина Сербії була спустошена, багато людей втікло до Хорватії, Болгарії та Константинополя. Симеон перетворив Сербію на болгарську провінцію, так що Болгарія тепер межувала з Хорватією та Захумлем. Відтак він вирішив напасти на Хорватію, оскільки вона була союзником Візантії і прихистила сербського князя.

## Часлав (933—943/960)

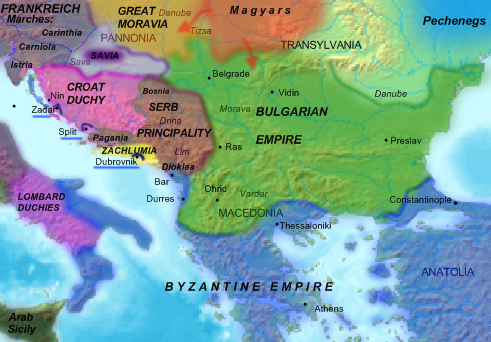
Сербське князівство під час правління Часлава (933—943/960)

Болгарське панування над Сербією тривало лише дев'ять років. Після смерті Симеона Часлав Клонімирович (933-бл. 943/960) привів сербських біженців назад до Сербії. Він заручився прихильністю далматинських герцогств і поклав край болгарському правлінню в центральній Сербії. Після смерті Томіслава Хорватія була майже в анархії, оскільки його сини змагалися за одноосібне правління, тож Часлав зміг розширити свої володіння на північ до річки Врбас (завоювавши прихильність вождів різних боснійських жуп).
Під час цього апогею сербської могутності християнство і культура проникли в Сербію, оскільки сербський князь жив у мирних і приязних стосунках з візантійцями. Проте, якою б сильною вона не була, влада в Сербії (як і в інших ранніх слов'янських державах) була сильною, якщо був сильний сербський правитель. Не існувало централізованого правління, а натомість була конфедерація слов'янських князівств. Існування єдиного Великого князівства залежало від прихильності малих князів до Часлава. Коли він загинув, захищаючи Боснію від набігів мадяр десь між 950 і 960 роками, коаліція розпалася.
Після цього залишається прогалина в історії внутрішньої Сербії (у пізніших західних джерелах: Рашки), оскільки вона була анексована Візантійською імперією (приблизно у 970 р.). Династія продовжувала правити морськими регіонами, і в 990-х роках Йован Володимир став наймогутнішим сербським князем, який правив сучасною Чорногорією, східною Герцеговиною та північною Албанією. Ця держава стала називатися Дукля, на честь давньоримського міста Доклея. Проте до 997 року воно було підпорядковане болгарському царю Самуїлу.
Коли візантійці нарешті перемогли болгар, вони вперше за чотири століття відновили контроль над більшою частиною Балкан. Сербськими землями керував стратег, що очолював Сирмійської феми. Проте місцеві сербські князі продовжували правити як васали візантійського імператора, зберігаючи місцеву автономію над своїми землями, хоча номінально були підданими Візантії. Фортеці були у Белграді, Сірміумі, Ніші та Бранічеве. Здебільшого вони перебували в руках місцевої знаті, яка часто повставала проти візантійського панування.

## Падіння та наслідки
Після смерті Часлава бл. 943/960 рр. внутрішні території Сербії були анексовані Візантією та реорганізовані як Раський катепанат (971—976). Сербія втратила централізоване правління, а провінції знову потрапили під імперію. Пізніше Йован Володимир став правителем Дуклі, невеликої території з центром у Барі на узбережжі Адріатичного моря, як візантійський васал. Його володіння називалися Сербією, Далмацією, Склавонією тощо, і згодом охоплювало більшу частину морських провінцій, включаючи Травунію та Захумлє. Його володіння, ймовірно, простягалося у внутрішні райони, включаючи деякі частини Загор'я (внутрішня Сербія та Боснія). Чільне становище Володимира над іншими слов'янськими вельможами пояснює, чому імператор Василь звернувся до нього з проханням про антиболгарський союз. Зі зв'язаними руками війною в Анатолії імператор Василь потребував союзників для війни проти царя Самуїла, який правив Болгарською імперією, що простягалася над Македонією. У відповідь Самуїл вторгся в Дуклю в 997 році і просувався через Далмацію до міста Задар, включивши Боснію та Сербію до свого королівства. Після перемоги над Володимиром Самуїл відновив його як васального князя. Ми не знаємо, який зв'язок мав Володимир з попередніми князями Сербії чи з володарями Хорватії — багато з того, що написано в Хроніці дуклянського попа про генеалогію дуклянських правителів, є міфологічним. Володимир був убитий Владиславом, племінником Самуїла і наступником його сина, близько 1016 року нашої ери. Останній видатний член його роду, його дядько Драгимир, був убитий місцевими жителями в Которі в 1018 році. Того ж року візантійці перемогли болгар і одним майстерним ударом повернули собі майже всю південно-східну Європу.

## Уряд
Сербський правитель титулувався «князем (архонтом) сербів» (αρχων Σερβλίας). У сербській історіографії замість грецького архонт (архонт) використовується слов'янський титул князь (кнез). ПУІ зазначає, що сербський престол успадковує син, тобто первісток; його нащадки змінили його, хоча їхні імена невідомі до приходу Вішеслава. Серби того часу були організовані в жупи (župa), конфедерацію сільських громад (приблизно еквівалент повіту), очолюваних місцевим жупаном (магістрат або губернатор); намісництво було спадковим, а жупан підпорядковувався сербському князеві, якому вони були зобов'язані допомагати у війні.
Історик Б. Радойкович (1958) припускав, що Сербія була «розділеним князівством». Згідно з ним, Вішеслав міг бути головним воєначальником (veliki vojvoda), який зі своєю дружиною захопив всю владу в свої руки і перетворився на спадкового правителя, як Великий жупан ; таким чином була створена перша сербська держава після 150 років постійного проживання на новій батьківщині та існування військової демократії. Проте робота Б. Радойковича була піддана критиці Сімою Чирковичем у 1960 р.

## Географія

### Міста
Згідно з ПУІ, хрещена Сербія включала наступні міста (καστρα/kastra) із написанням, використаним у стенограмі Моравчика (1967):
| «Населене місто»            | Примітки                                                                   |
| Сербія (власне)             | Сербія (власне)                                                            |
| --------------------------- | -------------------------------------------------------------------------- |
| Дестінікон (Δεστινίκον)     | слов'янізувалися як Дестиник і Достиник. —Невідомий                        |
| Цернабускей (Τζερναβουσκέη) | слов'янізовані як Crnobuški і Černavusk. —Невідомий                        |
| Мегіретус (Μεγυρέτους)      | слов'янізоване як Međurečje (що означає «[земля] між річками»). —Невідомий |
| Дрезнейк (Δρεσνεήκ)         | слов'янізовані як Drežnik і Drsnik. —Невідомий                             |
| Лісник (Λεσνήκ)             | слов'янізовані як Lešnik і Lesnica —Невідомий                              |
| Соляні розчини (Σαληνές)    | слов'янізоване як Солі. — Тузла                                            |
| Боснія                      |                                                                            |
| Катера (Κατερα)             | слов'янізований як Котор. —Неідентифікований                               |
| Десник (Δέσνηκ)             | — Невідомий.                                                               |

## Релігія

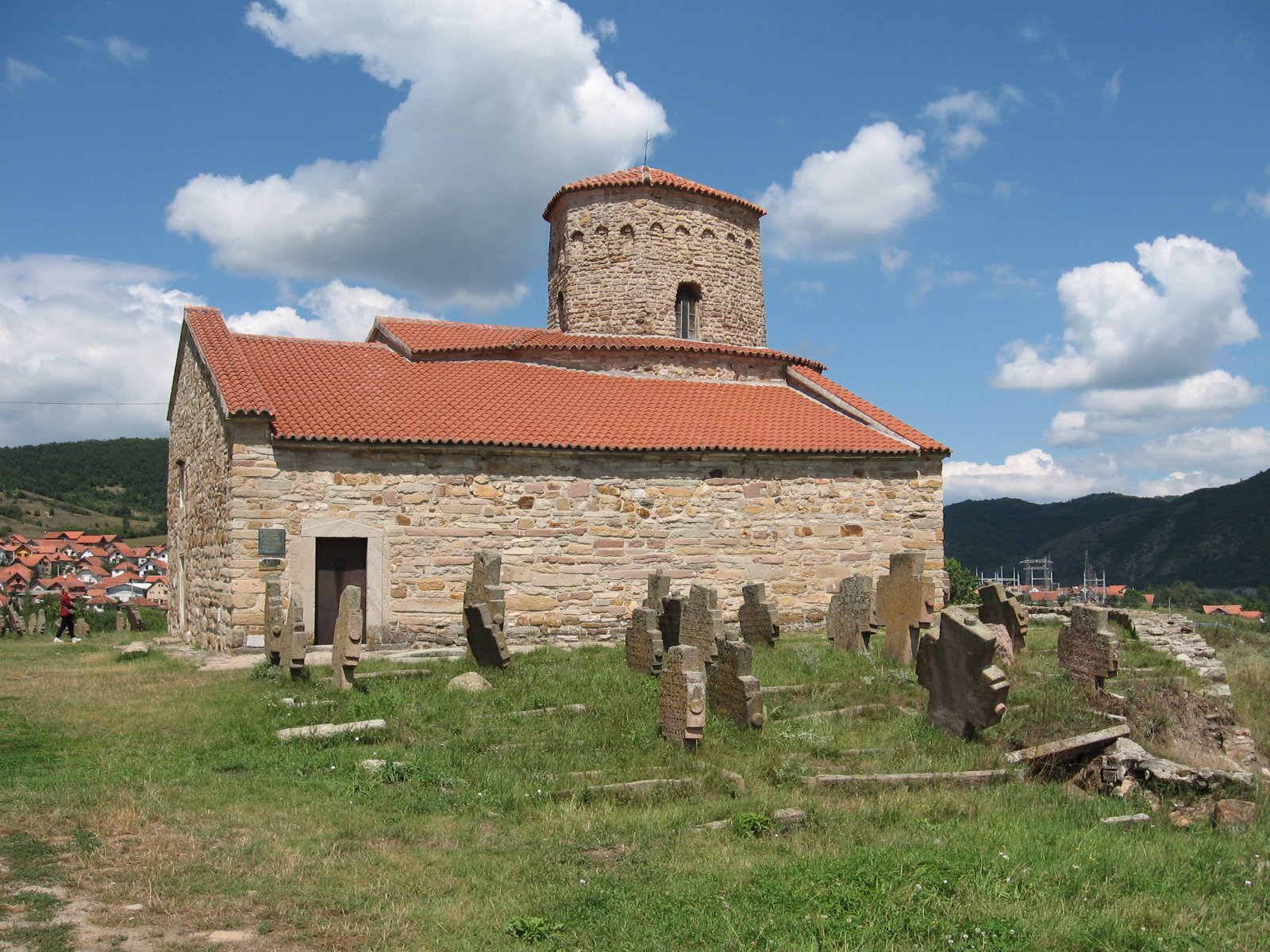
Церква Святих Апостолів Петра і Павла (ЮНЕСКО)

На початку VII століття візантійський адміністративний і церковний порядок у регіоні був зруйнований вторгненням склавенів і паннонських аварів. Церковне життя відновилося в тому ж столітті в провінції Іллірик і Далмація після більш виразної християнізації сербів та інших слов'ян римською церквою. У VII та середині VIII століття ця територія не була під юрисдикцією Константинопольського патріархату. Ранньосередньовічні серби вважаються християнами до 870-х років , але це був процес, який закінчився наприкінці 9-го століття за часів Василя I, і середньовічні некрополі до 13-го століття на території сучасної Сербії демонструють «незавершений процес християнізації», оскільки місцеве християнство залежало від соціальної структури (міської та сільської). Василій I, ймовірно, відправив принаймні одне посольство до Мутіміра Сербського, який вирішив підтримувати сопричастя Церкви в Сербії з Константинопольським Патріархатом, коли Папа Іван VIII запросив його повернутися до юрисдикції єпископства Сірмію (див. також Архієпископство Моравії) у листі, датованому травнем 873 р.    Вважається, що Дестинікон був церковним центром і столицею ранньосередньовічної Сербії.

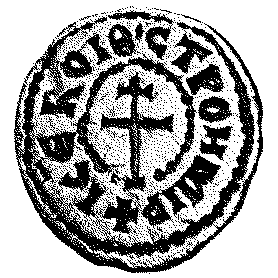
Печатка сербського князя Строіміра кінця 9 ст

Печатка Строіміра (пом. між 880 і 896 роками), брата Мутіміра, була куплена сербською державою на аукціоні в Німеччині. У центрі печатки зображено Патріарший хрест і грецькі написи: «Боже, поможи Строїмиру (CTPOHMIP)».
Петар Гойникович (правління 892—917), очевидно, був князем-християнином. Ймовірно, в його часи поширювалося християнство. Крім того, оскільки Сербія межувала з Болгарією, християнський вплив — і, можливо, місіонери — походили звідти. Це збільшиться протягом двадцятирічного миру. Попереднє покоління (Мутимир, Строймир і Гойнік) мало слов'янські імена, але наступні (Петар, Стефан, Павло, Захарія) мали християнські імена, що свідчить про потужну візантійську місію в Сербії, а також до слов'ян Адріатичного узбережжя у 870-х роках .
В імператорській грамоті Василія II від 1020 р. Охридському архієпископству, в якому були встановлені права та юрисдикція, згадується, що єпископство Рас належало Болгарській автокефальній церкві за часів Петра I (927—969) та Самуїла Болгарського (977—1014). Вважається, що він, можливо, був заснований болгарським імператором або це найпізніша дата, коли вона могла бути інтегрована до Болгарської церкви. Якщо раніше існував, він, ймовірно, був частиною болгарської метрополії Морава, але точно не Дурреса. Якщо це було на території Сербії, здається, що Церква в Сербії або частина території Сербії стала пов'язаною та перебувала під впливом Болгарської церкви між 870 і 924 роками. У будь-якому випадку, церква була б захищена болгарськими фортами. Найпізніше до того часу Сербія повинна була отримати кириличний алфавіт і слов'янський релігійний текст, уже знайомий, але, можливо, ще не наданий перевагу грецькому.
Визначними ранніми церковними спорудами є монастир Святого Архангела Михаїла на Превлаці, побудований на початку IX століття, на місці старих церков тринавної структури з трьома апсидами на схід, датованих III і VI століттями, Богородиця Хвостанська (VI століття) і церква Святих Петра і Павла.

## Археологія
- Церква святих апостолів Петра і Павла в Расі
- Сочаницька базиліка
- Градина, Себечевська река, в Рашці [99]
- Градина Martinića, Zeta [99]
- Градина Brsenica, біля Sjenica [99]
- Градина на Єліці, біля Чачка [99]
- Градина на Поштені, біля церкви Петра [99]

### Первинні джерела
- Ферјанчић, Божидар (1959). Константин VII Порфирогенит. Византијски извори за историју народа Југославије. Т. 2. Београд: Византолошки институт. с. 1—98.
- Constantine Porphyrogenitus. Περὶ τῆς Δελματίας καὶ τῶν ἐν αὐτῇ παρακειμένων ἐθνῶν [ch. 29: Of Dalmatia and of the adjacent nations in it]. De Administrando Imperio [On Administering the Empire] (Ancient Greek та English) .
- Кунчер, Драгана (2009). Gesta Regum Sclavorum. Т. 1. Београд-Никшић: Историјски институт, Манастир Острог.
- Moravcsik, Gyula, ред. (1967) [1949]. Constantine Porphyrogenitus: De Administrando Imperio (вид. 2nd revised). Washington D.C.: Dumbarton Oaks Center for Byzantine Studies. ISBN 9780884020219.
- Pertz, Georg Heinrich, ред. (1845). Einhardi Annales. Hanover.
- Scholz, Bernhard Walter, ред. (1970). Carolingian Chronicles: Royal Frankish Annals and Nithard's Histories. University of Michigan Press. ISBN 0472061860.
- Шишић, Фердо, ред. (1928). Летопис Попа Дукљанина (Chronicle of the Priest of Duklja). Београд-Загреб: Српска краљевска академија.
- Живковић, Тибор (2009). Gesta Regum Sclavorum. Т. 2. Београд-Никшић: Историјски институт, Манастир Острог.

### Вторинні джерела
- Ashmore, Harry S. (1961). Encyclopædia Britannica: a new survey of universal knowledge. Т. 20.
- Bataković, Dušan T. (1996). The Serbs of Bosnia & Herzegovina: History and Politics. Paris: Dialogue. ISBN 9782911527104.
- Bataković, Dušan T., ред. (2005). Histoire du peuple serbe [History of the Serbian People] (фр.). Lausanne: L'Age d'Homme. ISBN 9782825119587.
- Bulić, Dejan (2013). The Fortifications of the Late Antiquity and the Early Byzantine Period on the Later Territory of the South-Slavic Principalities, and their re-occupation. The World of the Slavs: Studies of the East, West and South Slavs: Civitas, Oppidas, Villas and Archeological Evidence (7th to 11th Centuries AD). Belgrade: The Institute for History. с. 137—234. ISBN 9788677431044.
- Études historiques. Т. 3. Bulgarian Academy of Sciences. 1966.
- Bury, John B. (1912). A History of the Eastern Empire from the Fall of Irene to the Accession of Basil I. (A.D. 802-867). London: Macmillan. ISBN 9781275594623.
- Ćirković, Sima (1960). Критике и прикази: Разматрања о деоном владању и деоним кнежевинама. Istoriski glasnik. Društvo istoričara NR Srbije (1–2): 195—198. Архів оригіналу за 16 червня 2016.
- Ćirković, Sima (2004). The Serbs. Malden: Blackwell Publishing. ISBN 9781405142915.
- Crnčević, Dejan (2013). Architecture of Cathedral Churches on the Eastern Adriatic Coast at the Time of the First Principalities of South Slavs (9th-11th Centuries). The World of the Slavs: Studies of the East, West and South Slavs: Civitas, Oppidas, Villas and Archeological Evidence (7th to 11th Centuries AD). Belgrade: The Institute for History. с. 37—136. ISBN 9788677431044.
- Curta, Florin (2001). The Making of the Slavs: History and Archaeology of the Lower Danube Region, c. 500–700. Cambridge: Cambridge University Press. ISBN 9781139428880.
- Curta, Florin (2019). Eastern Europe in the Middle Ages (500-1300). Leiden and Boston: Brill. ISBN 9789004395190.
- Dvornik, F.; Jenkins, R. J. H.; Lewis, B.; Moravcsik, Gy.; Obolensky, D.; Runciman, S. (1962). Jenkins, R. J. H. (ред.). De Administrando Imperio: Volume II. Commentary. University of London: The Athlone Press.
- Ferjančić, Božidar (1997). Basile I et la restauration du pouvoir byzantin au IXème siècle [Vasilije I i obnova vizantijske vlasti u IX veku]. Zbornik radova Vizantološkog instituta (фр.). Belgrade (36): 9—30.
- Fine, John Van Antwerp Jr. (2005). When Ethnicity Did Not Matter in the Balkans: A Study of Identity in Pre-Nationalist Croatia, Dalmatia, and Slavonia in the Medieval and Early-Modern Periods. Ann Arbor, Michigan: University of Michigan Press. ISBN 0472025600.
- Heather, Peter (2010). Empires and Barbarians: The Fall of Rome and the Birth of Europe. Oxford University Press. ISBN 978-0-19-974163-2.
- Hupchick, Dennis P. (2017). The Bulgarian-Byzantine Wars for Early Medieval Balkan Hegemony: Silver-Lined Skulls and Blinded Armies. New York: Springer. ISBN 9783319562063.
- Ivanišević, Vujadin; Krsmanović, Bojana (2013). Byzantine Seals from the Ras Fortress (PDF). Зборник радова Византолошког института. 50 (1): 449—460.
- Ivić, Pavle, ред. (1995). The History of Serbian Culture. Edgware: Porthill Publishers. ISBN 9781870732314.
- Janković, Đorđe (2004). The Slavs in the 6th Century North Illyricum. Гласник Српског археолошког друштва. 20: 39—61.
- Јанковић, Ђорђе (2007). Српско Поморје од 7. до 10. столећа (Serbian Maritime from 7th to 10th Century) (PDF). Београд: Српско археолошко друштво.
- Јанковић, Ђорђе (2012). О проучавању и публиковању утврђених места у Србији из VII-X столећа. Гласник Српског археолошког друштва. 28: 313—334.
- Kaimakamova, Miliana; Salamon, Maciej (2007). Byzantium, new peoples, new powers: the Byzantino-Slav contact zone, from the ninth to the fifteenth century. Towarzystwo Wydawnicze "Historia Iagellonica". ISBN 978-83-88737-83-1.
- Kalić, Jovanka (1995). Rascia – The Nucleus of the Medieval Serbian State. The Serbian Question in the Balkans. Belgrade: Faculty of Geography. с. 147—155.
- Komatina, Ivana (2016). Црква и држава у српским земљама од XI до XIII века [Church and State in the Serbian Lands from the XIth to the XIIIth Century]. Београд: Institute of History. ISBN 9788677431136.
- Komatina, Predrag (2010). The Slavs of the mid-Danube basin and the Bulgarian expansion in the first half of the 9th century (PDF). Зборник радова Византолошког института. 47: 55—82.
- Komatina, Predrag (2014). Settlement of the Slavs in Asia Minor During the Rule of Justinian II and the Bishopric των Γορδοσερβων (PDF). Београдски историјски гласник: Belgrade Historical Review. 5: 33—42.
- Komatina, Predrag (2015). The Church in Serbia at the Time of Cyrilo-Methodian Mission in Moravia. Cyril and Methodius: Byzantium and the World of the Slavs. Thessaloniki: Dimos. с. 711—718.
- Krsmanović, Bojana (2008). The Byzantine Province in Change: On the Threshold Between the 10th and the 11th Century. Belgrade: Institute for Byzantine Studies. ISBN 9789603710608.
- Mrgić-Radojčić, Jelena (2004). Rethinking the Territorial Development of the Medieval Bosnian State. Историјски часопис. 51: 43—64.
- Novaković, Relja (1981). Gde se nalazila Srbija od VII do XII veka. Narodna knjiga i Istorijski institut. Google Books
- Obolensky, Dimitri (1974) [1971]. The Byzantine Commonwealth: Eastern Europe, 500-1453. London: Cardinal. ISBN 9780351176449.
- Ostrogorsky, George (1956). History of the Byzantine State. Oxford: Basil Blackwell.
- Petrović, Vladeta (2013). Terrestrial Communications in the Late Antiquity and the Early Middle Ages in the Western Part of the Balkan Peninsula. The World of the Slavs: Studies of the East, West and South Slavs: Civitas, Oppidas, Villas and Archeological Evidence (7th to 11th Centuries AD). Belgrade: The Institute for History. с. 235—287. ISBN 9788677431044.
- Popović, Marko (1999). The Fortress of Ras. Belgrade: Archaeological Institute. ISBN 9788680093147.
- Popović, Marko; Marjanović-Dušanić, Smilja; Popović, Danica (2016). Daily Life in Medieval Serbia. Belgrade: Clio & Institute for Balkan Studies. ISBN 9788671025256.
- Radojković, Borislav M. (1959) [1958]. Разматрања о деоном владању и деоним кнежевинама. Istorijski časopis. Naučno delo. VIII.
- Runciman, Steven (1930). A History of the First Bulgarian Empire. London: G. Bell & Sons. ISBN 9780598749222.
- Runciman, Steven (1988) [1929]. The Emperor Romanus Lecapenus and His Reign: A Study of Tenth-Century Byzantium. Cambridge: Cambridge University Press. ISBN 9780521357227.
- Samardžić, Radovan; Duškov, Milan, ред. (1993). Serbs in European Civilization. Belgrade: Nova, Serbian Academy of Sciences and Arts, Institute for Balkan Studies. ISBN 9788675830153.
- Shepard, Jonathan (1995). Slavs and Bulgars. The New Cambridge Medieval History. Т. 2. Cambridge: Cambridge University Press. с. 228—248. ISBN 9780521362924.
- Shepard, Jonathan (1999). Bulgaria: The other Balkan Empire. The New Cambridge Medieval History. Т. 3. Cambridge: Cambridge University Press. с. 567—583. ISBN 9780521364478.
- Slijepčević, Đoko M. (1958). The Macedonian question:the struggle for southern Serbia. American Institute for Balkan Affairs.
- Špehar, Perica N. (2010). By Their Fruit you will recognize them - Christianization of Serbia in Middle Ages. Tak więc po owocach poznacie ich. Poznań: Stowarzyszenie naukowe archeologów Polskich. с. 203—220.
- Špehar, Perica N. (2015a). Remarks to Christianisation and Realms in the Central Balkans in the Light of Archaeological Finds (7th-11th c.). Castellum, Civitas, Urbs: Centres and Elites in Early Medieval East-Central Europe. Budapest: Verlag Marie Leidorf. с. 71—93.
- Špehar, Perica N. (2015b). (Dis)continuity of the Life in Late Antique Danubian Fortresses in Early Middle Ages: From Belgrade to the Confluence of the Timok River. Archaeology of the First Millennium A.D. Т. 4. Brăila: Istros. с. 329—350.
- Špehar, Perica N. (2019). Reocupation of the Late Antique Fortifications on the central Balkans during the Early Middle Ages. Fortifications, Defence Systems, Structures, and Features in the Past. Zagreb: Institute of Archaeology. с. 113—124.
- Stanojević, Stanoje (2019) [1927]. Serbian Rulers from the 9th to the 20th Century. Belgrade: Princip Pres.
- Stephenson, Paul (2000). Byzantium's Balkan Frontier: A Political Study of the Northern Balkans, 900–1204. Cambridge: Cambridge University Press. ISBN 9780521770170.
- Stephenson, Paul (2003a). The Legend of Basil the Bulgar-Slayer. Cambridge: Cambridge University Press. ISBN 9780521815307.
- Stephenson, Paul (2003b). The Balkan Frontier in the Year 1000. Byzantium in the Year 1000. BRILL. с. 109—134. ISBN 9004120971.
- Uzelac, Aleksandar B. (2018). Prince Michael of Zahumlje – a Serbian ally of Tsar Simeon. Emperor Symeon's Bulgaria in the History of Europe's South-East: 1100 years from the Battle of Achelous. Sofia: St Kliment Ohridski University Press. с. 236—245.
- Vlasto, Alexis P. (1970). The Entry of the Slavs into Christendom: An Introduction to the Medieval History of the Slavs. Cambridge: Cambridge University Press. ISBN 9780521074599.
- Whittow, Mark (1996). The Making of Orthodox Byzantium, 600–1025. Basingstoke: Macmillan. ISBN 9781349247653.[недоступне посилання з 01.04.2024]
- Živković, Tibor (2006). Portreti srpskih vladara (IX—XII vek). Belgrade: Zavod za udžbenike. ISBN 86-17-13754-1.
- Živković, Tibor (2007). The Golden Seal of Stroimir (PDF). Historical Review. Belgrade: The Institute for History. 55: 23—29. Архів оригіналу (PDF) за 24 березня 2018. Процитовано 7 березня 2018.
- Živković, Tibor (2008a). Forging unity: The South Slavs between East and West 550-1150. Belgrade: The Institute of History, Čigoja štampa. ISBN 978-86-7558-573-2.
- Živković, Tibor (2008b). Constantine Porphyrogenitus' Kastra oikoumena in the Southern Slavs Principalities (PDF). Историјски часопис. 57: 9—28.
- Živković, Tibor (2010a). Constantine Porphyrogenitus' Source on the Earliest History of the Croats and Serbs. Radovi Zavoda Za Hrvatsku Povijest U Zagrebu. 42: 117—131.
- Živković, Tibor (2010b). On the Beginnings of Bosnia in the Middle Ages. Spomenica akademika Marka Šunjića (1927-1998). Sarajevo: Filozofski fakultet. с. 161—180.
- Živković, Tibor (2011). The Origin of the Royal Frankish Annalist's Information about the Serbs in Dalmatia. Homage to Academician Sima Ćirković. Belgrade: The Institute for History. с. 381—398. ISBN 9788677430917.
- Živković, Tibor (2012). De conversione Croatorum et Serborum: A Lost Source. Belgrade: The Institute of History.
- Živković, Tibor (2012b). Неретљани – пример разматрања идентитета у раном средњем веку [Arentani - an Example of Identity Examination in the Early Middle Ages]. Istorijski časopis. 61: 11—25.
- Živković, Tibor (2013a). On the Baptism of the Serbs and Croats in the Time of Basil I (867–886) (PDF). Studia Slavica et Balcanica Petropolitana (1): 33—53.
- Živković, Tibor (2013b). The Urban Landcape [sic] of Early Medieval Slavic Principalities in the Territories of the Former Praefectura Illyricum and in the Province of Dalmatia (ca. 610-950). The World of the Slavs: Studies of the East, West and South Slavs: Civitas, Oppidas, Villas and Archeological Evidence (7th to 11th Centuries AD). Belgrade: The Institute for History. с. 15—36. ISBN 9788677431044.